# 源氏物語聞書
『源氏物語聞書』（げんじものがたりききがき）の題を持つ『源氏物語』の注釈書が複数ある。伝本によって『源氏物語御聞書』『源氏聞書』『源氏講釈聞書』などと題されていたり、全く別の題である事もある。
諸々の『源氏物語聞書』は、著名な権威あるとされる人物の講釈を記録した「聞書」と呼ばれる形態の注釈書である。講釈を行った人物ごと、また講釈を記録した人物ごとにさまざまな内容を持った『源氏物語聞書』が存在する。
単に『源氏物語聞書』とだけ言うときには、最も代表的な肖柏によるものを指すことが多い。『源氏物語聞書（牡丹花肖柏）』を参照。

## さまざまな『源氏物語聞書』
以下のような様々な『源氏物語聞書』の存在が確認出来る。
- 一条兼良や宗祇の源氏物語についての講釈の内容を肖柏が書き残したもの。最も代表的な『源氏物語聞書』であり、単に『源氏物語聞書』とだけ言うときには本書のことを指すことが多い[1]。『源氏物語聞書（牡丹花肖柏）』を参照。
- 「作者」「作意」「時代」「諸本不同」「題号」「源氏姓」「準拠」「古来称美」とする料簡があり、この点は内容的に『弄花抄』と一致するもの。54帖にわたるが注記項目だけが列挙されており語釈はない。室町時代中期の成立と見られる。高松宮家旧蔵・宮内庁書陵部蔵本、外題及び内題が『源氏物語聞書』となっている[2]。
- 三条西実隆によるとされる『源氏物語聞書』。永正8年から大永3年ころの成立と見られる。東海大学桃園文庫所蔵の写本1冊でのみ知られている。同写本は1930年（昭和5年）に池田正文により三条西家所蔵本を書写したとされるが原本の所在は現在不明である[3]。
- 龍谷大学所蔵本（外題『源氏聞書』、内題『源氏物語聞書』）のみで知られるもの。永正13年11月19日（1516年）以降の成立。日向国都於郡（児湯郡）で行われた講釈の聞書[4]。
- 室町時代末期の成立とみられる徳大寺公維のものではないかとされるもの。『花鳥余情』や『弄花抄』からの引用が多い。以下の3伝本が知られる[5]。
  - 東海大学桃園文庫蔵本（帚木のみの1巻）
  - 東京大学国文研究室蔵本（紅葉賀のみの1巻）
  - 平成4年11月の東京古典会に出品された「夕顔聞書」（夕顔のみの1巻）。現在の所在は不明。
- 鹿児島藩士新納忠元によるもの。永禄10年（1567年）8月の成立と見られる[6]。『花宴聞書』がツレと見られる[7]。
- 外題はなく内題が『源氏物語私聞書』となっている東海大学桃園文庫所蔵の桐壺から葵までを内容とするもの。里村紹巴の講釈を記したものであり『紹巴抄』と同じであるとしているが具体的に比較すると異なる点のほうが多い[8]。
- 現在実践女子大学所蔵の「九条家本」と呼ばれる中院通勝によるとされる講釈の聞書[9]。『九条家本源氏物語聞書』を参照
- 京都大学中院文庫蔵本のみで知られるもの。外題・内題無し。1巻1冊の注釈書。乙女・玉鬘・初音・胡蝶・匂兵部卿など6巻のみが現存。江戸時代初期の成立[10]。
- 慶長9年4月21日（1604年5月9日・帚木）から慶長13年9月21日（1608年10月19日・胡蝶）までの後陽成天皇によるとされる源氏物語講釈の聞書。曼殊院蔵本1冊のみ（表紙には「共二冊」とするが1冊しか現存しない）[11][12]。
- 京都大学文学部蔵本が唯一の伝本である江戸時代初期の成立と見られるもの。一般的な三条西家系統の源氏学には見られないが、一部の注釈書や古系図などには見られる人物呼称（右大臣を悪大臣、その娘を悪后とするなど）が見られるなどの点は連歌師の講釈の影響であると考えられる[13]。
- 江戸時代前期の書写と見られる、賢木から胡蝶までを内容とする、宮内庁書陵部蔵本が唯一の伝本のもの[14]。
- 「内題『源氏物語聞書」、外題『源氏物語発端聞書』 全」となっている慶安3年（1650年）成立とされる神宮文庫所蔵の1冊本でのみ知られるもの。桐壺と帚木のみを内容とする。「源氏物語作者の事」「此物語を作る由来の事」「此物語を作る時代の事」[注釈 1]「此物語大意の事」「古ものがたり古来称美の事」「紫式部」「此物語書きはしむる年号の事」「此物語を源氏と称する事」「源氏の姓を賜る事」「源氏五十四帖巻の名の事」「四諦の法門の事」などの内容はほぼ『万水一露』の転写である[15]。
- 元禄5年（1692年）9月の成立とされる高松宮家旧蔵本1冊のみ知られるもの[16]。
- 『源氏外伝』からの引用が見られるなどのことから江戸時代中期ころの成立と見られるもの。以下の伝本がある[17]。
  - 京都大学中院文庫蔵本54冊
  - 東海大学桃園文庫蔵本（桐壺巻1巻のみの写本・標題『源氏物語講義』）
- 春光軒瑞俊による享保3年（1718年）3月成立とされる外題・内題ともに『源氏物語聞書 桐壺』とある全1冊の神宮文庫蔵本のみで知られるもの[18]。
- 『ははきゝ 中院通躬御聞書』との表題を持つもの。東海大学桃園文庫蔵本のみで知られる。箱書によれば伊達家旧蔵。帚木から葵まで1帖1冊で計8冊からなる[19]。
- 本居宣長の門人殿村安守によるもの。寛政7年（1795年）の成立。天理図書館所蔵の全5冊本で知られる[20]。
- 本居宣長の門人服部中庸（水月庵）によるもの。外題には『源氏物語聞書』及び『聞記』とある。亨和元年4月の成立。記されている説自体は『源氏物語玉の小櫛』とほぼ同じ内容[21]。
- 本居宣長の講釈を記したものであるが、『源氏物語紐鏡』といった宣長より以後の文献が引かれているためおそらく江戸時代末期の成立と考えられるもの。天理図書館所蔵の1冊本は桐壺と帚木のみを内容とするが、もともとは54帖全体にわたるものであったと見られる[22]。
- 高松宮家旧蔵、現国立歴史民俗博物館所蔵の初音巻のみを内容とする外題・内題を持たない1冊本でのみ知られるもの[23]。
- 中院通富（1823年 - 1885年）によるとされるもの。『岷江御聞書』と題されているが『岷江入楚』との共通性はあまりない。京都大学中院文庫所蔵の1冊本でのみ知られる。夕顔から明石までを内容とする[24]。

### 普通別の題で知られるもの
- 『千鳥抄』 - 『源氏物語聞書』と題された伝本を持つ。
- 『源氏小鏡』 - 『源氏物語聞書』と題された伝本を持つ。
- 『源氏和秘抄』 - 『源氏聞書』と題された伝本を持つ。
- 『休聞抄』 - 『源氏物語聞書』と題された伝本を持つ。
- 『弄花抄』 - 『源氏物語聞書』と題された伝本を持つ。
- 『細流抄』 - 『公条公聞書』や『源氏物語聞書』と題された伝本を持つ。